# Ennis, Montana
Ennis är en ort i Madison County i delstaten Montana, USA.